# Sokoura (Bagassi)
Pour les articles homonymes, voir Sokoura.
Ne doit pas être confondu avec Sokoura (Tiéfora).
Sokoura est une commune rurale située dans le département de Bagassi de la province des Balé dans la région de la Boucle du Mouhoun au Burkina Faso.